# National Historic Landmark

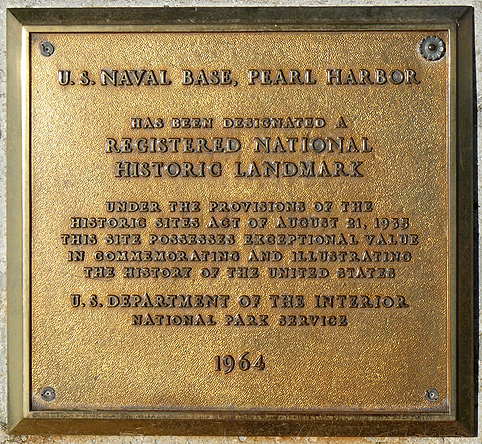
Historic Landmark auf Pearl Harbor

National Historic Landmarks (NHL) sind Stätten in den Vereinigten Staaten, die vom Innenministerium als besonders bedeutend eingestuft wurden, weil sie
- Ort eines wichtigen Ereignisses der amerikanischen Geschichte,
- Wirkungsstätte eines bedeutenden Amerikaners,
- wichtige nationale Gedenkstätten,
- herausragende Beispiele für Gestaltung und Bau,
- charakteristisch für eine bestimmte Art zu leben (way of life) oder
- von archäologischem Interesse sind.

Ensembles aus mehreren zusammengehörenden Gebäuden können als National Historic Landmark District ausgewiesen werden.
Mehr als die Hälfte der derzeit (2025) über 2600 National Historic Landmarks befinden sich in Privatbesitz. Die National Historic Landmark Stewards Association hat sich deren Erhaltung und Schutz verschrieben. National Historic Landmarks sind eine Untermenge der im National Register of Historic Places verzeichneten Stätten.

## Auszug aus dem Verzeichnis

### Alabama
- Liste der National Historic Landmarks in Alabama

### Alaska
- Liste der National Historic Landmarks in Alaska

### Arizona
- Liste der National Historic Landmarks in Arizona

### Arkansas
- Liste der National Historic Landmarks in Arkansas

### Colorado
- Liste der National Historic Landmarks in Colorado

### Connecticut
- Liste der National Historic Landmarks in Connecticut

### Delaware
- Liste der National Historic Landmarks in Delaware

### District of Columbia (Washington, D.C.)
- Liste der National Historic Landmarks im District of Columbia

### Florida
- Liste der National Historic Landmarks in Florida

### Georgia
- Liste der National Historic Landmarks in Georgia

### Hawaiʻi
- Liste der National Historic Landmarks in Hawaii

### Idaho
- Liste der National Historic Landmarks in Idaho

### Illinois
- Liste der National Historic Landmarks in Illinois

### Indiana
- Liste der National Historic Landmarks in Indiana

### Iowa
- Liste der National Historic Landmarks in Iowa

### Kalifornien
- Liste der National Historic Landmarks in Kalifornien

### Kansas
- Liste der National Historic Landmarks in Kansas

### Kentucky
- Liste der National Historic Landmarks in Kentucky

### Louisiana
- Liste der National Historic Landmarks in Louisiana

### Maine
- Liste der National Historic Landmarks in Maine

### Maryland
- Liste der National Historic Landmarks in Maryland

### Massachusetts
- Liste der National Historic Landmarks in Massachusetts
- Liste der National Historic Landmarks in Boston

### Michigan
- Liste der National Historic Landmarks in Michigan

### Minnesota
- Liste der National Historic Landmarks in Minnesota

### Mississippi
- Liste der National Historic Landmarks in Mississippi

### Missouri
- Liste der National Historic Landmarks in Missouri

### Montana
- Liste der National Historic Landmarks in Montana

### Nebraska
- Liste der National Historic Landmarks in Nebraska

### Nevada
- Liste der National Historic Landmarks in Nevada

### New Hampshire
- Liste der National Historic Landmarks in New Hampshire

### New Jersey
- Liste der National Historic Landmarks in New Jersey

### New Mexico
- Liste der National Historic Landmarks in New Mexico

### New York
- Liste der National Historic Landmarks in New York
- Liste der National Historic Landmarks in New York City

### North Carolina
- Bethania National Historic Landmark District, Forsyth County
- Bentonville Battlefield State Historic Site, Princeton
- Biltmore Estate, Asheville
- Cape Hatteras Light Station, Buxton
- Fort Fisher – Wilmington
- Guilford Courthouse National Military Park, Greensboro
- Monitor National Marine Sanctuary, vor der Küste Dare Countys
- Old Salem Historic District, Winston-Salem
- USS North Carolina Battleship Memorial, Wilmington
- Wright Brothers National Memorial, Kill Devil Hills

### North Dakota
- Liste der National Historic Landmarks in North Dakota

### Ohio
| - Canton: William McKinley Tomb - Cincinnati: Carew Tower - Cincinnati: Taft Museum - Cincinnati: William Howard Taft National Historic Site - Cleveland: Cleveland Arcade - Cleveland: West Side Market - Columbus: Ohio Statehouse - Dayton: Wright Cycle Company | - Dayton: Wright Flyer III - Dayton: SunWatch Indian Village - Fremont: Spiegel Grove - Georgetown: Ulysses S. Grant Boyhood Home - Kirtland: Kirtland Temple - Locust Grove: Serpent Mound - Marion: Warren G. Harding House - Mentor: James A. Garfield National Historic Site - Milan: Thomas Alva Edison Birthplace | - Newark: Newark Earthworks - Oberlin: John Mercer Langston House - Oberlin: Oberlin College - Oberlin: Tappan Square - Ripley: John Rankin House - Valley View: Ohio-Erie-Kanal |

### Oklahoma
- Liste der National Historic Landmarks in Oklahoma

### Oregon
- Liste der National Historic Landmarks in Oregon

### Pennsylvania
| - Altoona: Leap-the-Dips - Harrisburg: Harrisburg Central Railroad Station and Trainshed - Harrisburg: Pennsylvania State Capitol Complex - Harrisburg: Simon Cameron House - Paoli: Waynesborough - Philadelphia: Bartram’s Garden - Philadelphia: Elfreth’s Alley Historic District - Philadelphia: First Bank of the United States - Philadelphia: Fort Mifflin | - Philadelphia: Orgel des Wanamaker Department Store - Philadelphia: Philadelphia City Hall - Philadelphia: Philadelphia Savings Fund Society Building - Philadelphia: Richards Medical Research Laboratories - Philadelphia: Second Bank of the United States - Philadelphia: USS Becuna - Philadelphia: USS Olympia - Pittsburgh: Allegheny County Courthouse and Jail |

### Rhode Island
- Liste der National Historic Landmarks in Rhode Island

### South Carolina
- Charleston
  - College of Charleston
  - Nathaniel Russell House
- Beaufort Historic District – Beaufort, Beaufort County
- Fort Hill – Clemson, Pickens County
- USS Clamagore – Mount Pleasant, Charleston County

### South Dakota
- Liste der National Historic Landmarks in South Dakota

### Tennessee
- Liste der National Historic Landmarks in Tennessee

### Texas
- The Alamo – San Antonio
- Apollo Mission Control Center – Houston
- Bastrop State Park
- Caddo (Caddoan) Mounds State Historic Site – Nacogdoches
- Dealey Plaza Historic District – Dallas
- East End Historic District – Galveston
- Elissa (BARK) – Galveston
- Espada Aqueduct – San Antonio
- Fair Park Texas Centennial Buildings – Dallas
- Fort Belknap
- Fort Brown
- Fort Concho
- Fort Davis
- Fort Richardson
- Fort Sam Houston
- John Nance Garner House – Uvalde
- Governor's Mansion – Austin
- HA. 19 (Midget submarine) – Fredericksburg
- Hangar 9, Brooks Air Force Base – San Antonio
- Harrell Site – South Bend
- Highland Park Shopping Village – Highland Park
- J A Ranch (Goodnight Ranch)
- Lyndon Baines Johnson Boyhood Home – Johnson City
- King Ranch
- Landergin Mesa – Vega
- Lubbock Lake – Lubbock
- Majestic Theatre – San Antonio
- Mission Concepcion – San Antonio
- Palmito Ranch Battlefield – Brownsville
- Palo Alto Battlefield – Brownsville
- Plainview Site – Plainview
- Porter Farm – Terrell
- Presidio Nuestra Senora De Loreto De La Bahia – Goliad
- Randolph Field Historic District – San Antonio
- Resaca De La Palma Battlefield – Brownsville
- Roma Historic District – Roma
- Samuel Rayburn House – Bonham
- San Jacinto Battlefield – Houston
- Schiege Cigar Factory Manager's House – Round Top
- Space Environment Simulation Laboratory – Houston
- Spanish Governor's Palace – San Antonio
- Spindletop Oilfield – Beaumont
- Strand Historic District – Galveston
- Texas State Capitol – Austin
- Trevino-Uribe Rancho – San Ygnacio
- U-Drop-Inn Shamrock
- Lexington – Corpus Christi
- Texas – Houston
- Woodland – Huntsville

### Utah
- Liste der National Historic Landmarks in Utah

### Vermont
- Liste der National Historic Landmarks in Vermont

### Virginia
- Liste der National Historic Landmarks in Virginia

### Washington
- Liste der National Historic Landmarks in Washington

### West Virginia
- Liste der National Historic Landmarks in West Virginia

### Wisconsin
- Liste der National Historic Landmarks in Wisconsin

### Wyoming
- Liste der National Historic Landmarks in Wyoming

### Sonstige

#### Pazifik
- Amerikanisch-Samoa: Government House („Regierungsgebäude“) in Pago Pago
- Marshallinseln: Die Inseln Roi und Namur, Kwajalein
- Midwayinseln: Einrichtungen aus dem Zweiten Weltkrieg
- Mikronesien: Nan Madol
- Nördliche Marianen: Landungsstellen in Saipan
- Palau: Das Schlachtfeld von Peleliu
- Wake: Die Pazifikinsel Wake Island

#### Karibik
- Amerikanische Jungferninseln: Die Stelle auf Saint Croix, an der Christoph Kolumbus an Land ging
- Amerikanische Jungferninseln: Fort Frederik, Saint Croix
- Amerikanische Jungferninseln: Fort Christian, Saint Thomas
- Amerikanische Jungferninseln: St. Thomas Synagoge, Saint Thomas
- Amerikanische Jungferninseln: Skytsborg/Blackbeard's Castle, Saint Thomas
- Puerto Rico: → Hauptartikel: National Historic Landmarks in Puerto Rico

#### Afrika
- Marokko: Gebäude der amerikanischen Gesandtschaft, Tanger